# Madre con bambino (Rodin)
La Madre con bambino (Jeune Mère) è una scultura in bronzo di Auguste Rodin dalla patina marrone e verde, realizzata nel 1885 e fusa dalla fonderia Rudier. La prima versione è esposta attualmente al museo Soumaya, a Città del Messico. Delle altre versioni dell'opera si trovano alla galleria nazionale della Scozia, a Edimburgo (in marmo), e al California Palace of the Legion of Honor di San Francisco (in gesso).

## Descrizione
L'opera ritrae una giovane madre, seduta su un masso e che tiene in grembo un bambino. La figura è presente nella parte inferiore della Porta dell'inferno, il grande progetto al quale Rodin lavorò fino alla fine della sua vita, e potrebbe anticipare un altro gruppo simile, la Giovane madre nella grotta, che differisce per la presenza di una parete di roccia che incornicia le figure nude della madre e del bambino. Queste opere ritraggono un amore materno in una grande composizione nella quale prevale invece un altro tipo di amore, quello passionale tra gli amanti.